# The Sims 4: Жизнь и смерть
«The Sims 4: Жизнь и смерть» (англ. The Sims 4: Life & Death) — 17-е дополнение к компьютерной игре The Sims 4, выход которого состоялся 31 октября 2024 года, в день хэллоуина. Дополнение вводит возможность проводить похороны, значительно расширяет игровой процесс за призраков, вводя древо способностей. Дополнение также позволяет игровому персонажу работать жнецом смерти.
«Жизнь и смерть» разрабатывалась так, чтобы раскрыть как реалистичные аспекты смерти, вроде похорон, реакции на смерть и завещания, так и фантастические — расширяя возможности призраков и вводя карьеру жнеца смерти. Особое внимание было уделено созданию игрового мира Вранбурга. Разработчики позаботились о том, чтобы добавить туда много событий и пасхальных яиц, отсылающих к предыдущим играм серии. При создании городка и архитектуры, разработчики вдохновлялись Румынией и брынковянской архитектурой.
Игровые критики поставили положительный отзывы игровому. Они назвали «Жизнь и смерть» лучшим дополнением за последние годы, добавляющим множество игрового контента, не страдающим от внутриигровых ошибок и переосмысливающим отношение к смерти в игре. Рецензенты также похвалили игровой мир Вранбурга, назвав его обширным, проработанным и разнообразным.

## Игровой процесс
Дополнение «Жизнь и смерть» подробнее раскрывает аспекты, связанные со смертью симов и загробной жизнью. Дополнение вводит похороны, мероприятие, похожее на свадьбу, где требуется приглашать симов, устанавливать дресс-код и правила. Похороны включают серию мероприятий, в том числе отпевание, погребение и поминки. Можно выбирать форму надгробия, в том числе склеп. До своей смерти сим может составить завещание. Была улучшена реакция симов на смерть и введены четыре этапа принятия смерти. 

«Стажёр смерти» оправляет душу в потусторонний мир

Дополнение вводит возможность реинкарнации при условии, если сим успешно исполнит желания из списка «Успеть до конца жизни», в том числе и в форме призрака. Переродившись, симы получат доступ к навыкам из прошлой жизни и чертам характера и смогут стать детьми симов, c которыми они были знакомы в прошлой жизни. «Жизнь и смерть» также расширяет геймплей призраков, позволяя настраивать их внешность в редакторе персонажа, приобретать им дополнительные способности, чтобы пугать, вредить симам или же помогать им. 
«Жизнь и смерть» вводит управляемую карьеру стажёра смерти и ритуального агента. В первом случае сим работает на жнеца смерти и попадает в Департамент смерти преисподней (NWDD), располагающийся в аналоге чистилища. Там, после предварительного обучения на манекен, сим сможет собирать души умерших, определять, от чего умерли симы и оправлять их в загробный мир через особый портал. При продвижении по карьерной лестнице появится возможность возвращать симов к жизни. Ритуальный агент является неуправляемой карьерой. Дополнение также вводит навыки танатологии, гадание на картах таро, ворон в качестве питомцев и смерть от нападения стаи ворон. Карты таро можно собирать, изучая окрестности Вранбурга, катакомбы, представляющие собой текстовое пошаговое прохождение и выполняя задания членов ордена Линор. 
Дополнение вводит игровой мир Вранбург (англ. Ravenwood), состоящий из трёх районов. Основная локация — деревня Вороньего гнезда, представляющая собой центр исторического городка с площадью и центральным кладбищем рядом. Вторая локация — Шепчущая лощина, где располагаются деревня, река, руины и можно найти предметы для коллекционирования. Третья локация — долина Скорби — мрачная и потусторонняя локация, где находятся тлетворные топи, если окунуться в них, можно переродиться, там же можно встретить призраков и самого жнеца смерти. В дополнении появляются культовые для серии персонажи — Олив Фантом и её сын Нео, итерации Гертруды Некрономикон и Типуса Нервуса из The Sims 2. Дополнение вводит коллекцию предметов в винтажном, викторианском стиле, а также одежду и аксессуары в мрачном и готическом стиле
| Основной список расширений  | Описание |
| --------------------------- | --- |
| Главная тема дополнения     | Смерть, призраки                                                                                                |
| Новый игровой мир           | Вранбург |
| Стиль нового игрового мира  | Румыния, Трансильвания                                                                                          |
| Новый тип участка           | Клатбище |
| Расширение геймплея         | Древо способностей призраков, пожинание душ, похороны, завещание, колодец желаний                               |
| Новые навыки                | танатология |
| Новые интерактивные объекты | Питомец-ворон, музыкальная шкатулка, мемориальная пушка, мемориальная композиция, семейный портрет, гроб, склеп |
| Стиль мебели                | Готический, румынский                                                                                           |
| Предметы коллекционирования | Карты таро |
| Новый вид смерти            | Смерть от нападения ворон, злоупотребление вне телесным опытом                                                  |
| Новая карьера               | Жнец смерти (управляемая карьера), гробовщик                                                                    |

## Разработка

Некоторые аксессуары и введённая с дополнением черта характера «любитель мрака» отсылают к Уэнсдей в исполнении Дженны Ортеги.

Технический директор Дэйв Миотке заметил, что если слоган франшизы The Sims — «Играй с жизнью», то у этого дополнения — «Играй со смертью». Разработка DLC началась с идеи расширить геймплей, связанный с базовой концепцией смерти, Миотке упоминал, что отсутствие похорон оставалась важным упущением в симуляторе жизни. С этим согласились многие из команды разработчиков. Шли дискуссии, в какой форме можно было бы реализовать этот довольно мрачный аспект геймплея. Затем была предложена идея ввести фантастические/паранормальные элементы в DLC о смерти и выпустить его в день Хэллоуина. Тогда разработчики поняли, что нашли подходящий материал для следующего дополнения. За основу «Жизни и смерти» были взяты три основные темы: карьера Жнеца смерти, мир Вранбурга и система «Пути души». Идея карьеры жнеца была предложена ещё в 2019 году во время голосования на тему будущего каталога, в котором присутствовала идея каталога «Happy Haunts», где можно было бы заниматься спиритизмом и исполнять роль жнеца. В итоге тема спиритических сеансов была реализована в каталоге «Паранормальное» от 2021 года. 
Миотке заметил, что «Жизнь и смерть»— это баланс между фантастикой и реализмом. Дополнение расширяет тему смерти как с фантастической, оккультной точки зрения, связанной со жнецом смерти и призраками, так как с реалистичной — скорбью, похоронами, завещанием, что остаётся неизменной частью реальной жизни. В дополнении в том числе есть отсылка к радужному мосту, которую Миотке добавил, вспоминая о недавней смерти своего питомца.  
Работая над одеждой, аксессуарами к дополнению и чертой характера «любитель мрака» (англ. macabre), разработчики вдохновлялись сериалом «Уэнсдей», в частности персонажем Уэнсдей Аддамс. В дополнении в том числе присутствует знаменитый танец Уэнсдей.    

### Игровой процесс
В этом дополнении разработчики хотели расширить геймплей призраков, чтобы сделать их полноценным оккультным видом. Была добавлена возможность завершить призраку незаконченные дела и перерождаться, введены дополнительные способности для призраков и древо навыков, как для других оккультных видов из игровых наборов. Разработчики проработали древо навыков так, чтобы призраки оккультных симов могли одновременно использовать способности своего вила и призрачные.
Многие нововведения являются переработанными механиками из предыдущих дополнений или базовой версии. Например карьера жнеца смерти основана на механике управляемой карьеры, а похороны представляют собой «мероприятие», созданное по такому же принципу, как свадьба или другие праздничные мероприятия. Механика Путешествия Души создана на основе желаний, прихотей и стремлений симов. При работе над карьерой жнеца, разработчики старались добавить больше элементов офисного юмора.    
Разработчики решили значительно расширить роль жнеца смерти в дополнении, упоминая его популярность среди фанатов серии и факт того, что многие игроки пытались заделать от него ребёнка. Тем не менее разработчики решили оставить его неиграбельным и сохранить образ таинственного персонажа. Была введена возможность зачать ребёнка от «смерти», ребёнок получит особый мудлет, но разработчики заметили, что жнец не подходит для роли отца и в этом плане сравнили его с Зевсом, который имел множество детей.  

### Игровой мир

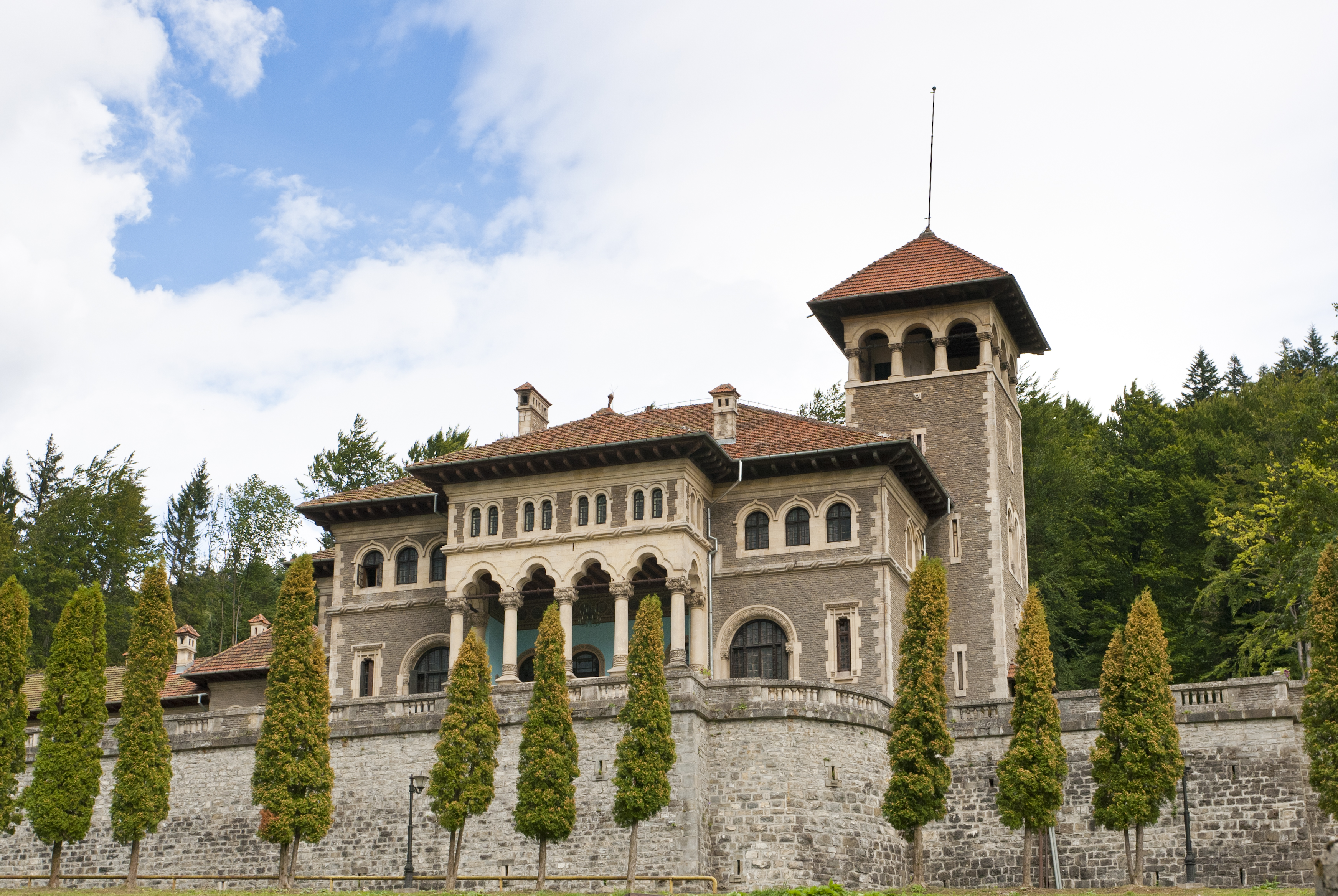
Замок Кантакузино, дополнение вводит элементы румынской, брынковянской архитектуры.

Работая над Вранбургом, разработчики хотели сделать лучший в своём роде игровой мир, который должен был стать главной темой дополнения. Они позаботились о том, чтобы Вранбург имел не только крупные локации, но и оставался богатым на множество взаимодействий с предметами, интересными NPC, со множеством разных фестивалей. Во Вранбурге также было добавлено множество отсылок к The Sims 2, которые игрок может находить в виде скрытых пасхальных яиц.

Во Вранбурге есть три района. Два их них — Воронье Гнездо и Шепчущая лощина, вдохновлены реальными локациями в Трансильвании, Румынии. Воронье Гнездо отсылает к старинному румынскому городку, а Шепчущая лощина — к природным ландшафтам балканского региона. Элементы архитектуры вдохновлены архитектурой румынского возрождения конца XIX века, в свою очередь вдохновлённой брынковянским стилем, содержавшим отсылки румынскому фольклору и религиозным символам, уникальным для Румынии. В районе Враньего гнезда располагается замок, вдохновлённый замком Корвинов. Другое здание в городке отсылает к замку Кантакузино. Третий район — Долина Скорби, создавался более фантастическим и потусторонним, отсылающим к загробной жизни. Участки в городке создавались четырьмя сим-блоггерами — Create4Sims, Kate Emerald, Simsphony и sofythesim.
|                                       |  |  |  |  |
| Дома в неорумынском стиле в Бухаресте |  |  |  |  |

## Анонс и выход
Дополнение к The Sims 4 о «смерти» было анонсировано ещё в сентябре 2024 года в рамках дорожной карты, показывающей список DLC, готовящихся к ближайшему выпуску. Раскрытие деталей дополнения было запланировано на 3 октября. Слухи о тематике дополнения распространялись ещё с июля 2024 года через серию намёков от разработчиков. 
В честь предстоящего релиза, Maxis запустили в базовой версии игры событие «Дары смерти», где игрок, выполняя определённые задания мог приобрести предметы, тематически связанные со жнецом смерти, а также коллекцию мебели и аксессуаров в готическом стиле. Событие доступно в течение шести недель, для получения всей коллекции требуется заходить в игру и выполнять задания как минимум раз в неделю. 2 октября был показан тизер к трейлеру игры, который вышел 3 октября. Второй трейлер запланирован к выпуску 17 октября. Некоторые игроки были недовольны слишком навязчивой рекламой DLC в базовой версии The Sims 4. 
Выход дополнения состоялся 31 октября 2024 года в день американского праздника Хэллоуина на платформах Windows, Mac, PlayStation 4, 5, Xbox One и Series. Купившие игра до 12 декабря могли получить несколько бонусных предметов. 
Вместе с выходом дополнения, EA выпустила бесплатное обновление для базовой версии The Sims 4. Оно включало в себя расширенный геймплей призраков, возможность создать их в редакторе создания персонажа (CAS), выбрать причину смерти, разные реакции на смерть персонажа, дополнительный набор надгробий, урн, возможность флиртовать со жнецом смерти и ряд прочих нововведений.

## Музыка

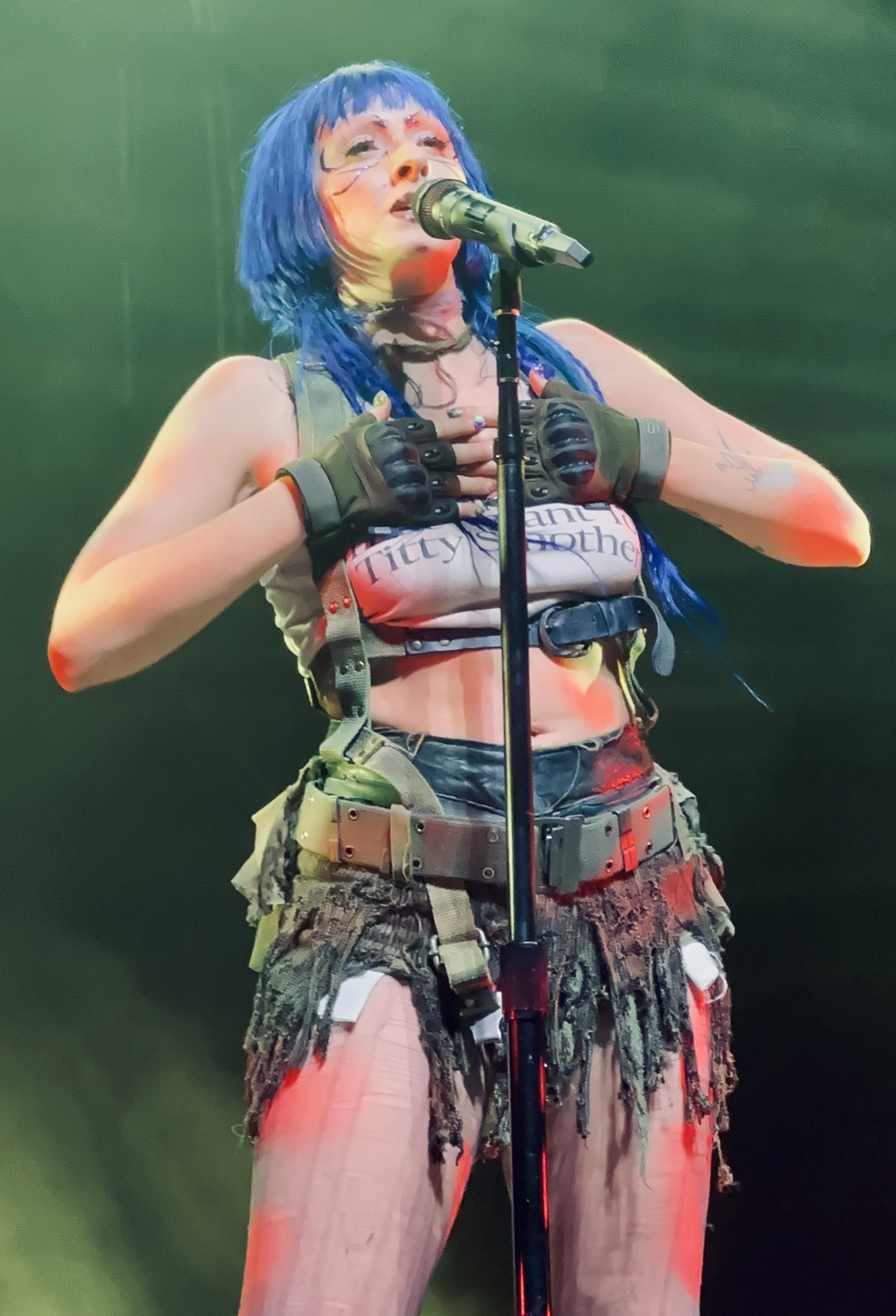
Ашнико, одна из певиц, записавших на симлише свой сингл для дополнения

Для дополнения свои песни на симлише перезаписали певцы и музыкальные группы. Например свою песню Persuassion перезаписала американская инди-рок группа из Индианаполиса Wishy или лондонская инди-поп певица CHINCHILLA свою песню CAPS LOCK. Для дополнения также свою песню «Halloweenie VI Possess Me» перезаписала Ашникко, известная за выступление в готических и экстравагантных образах. Выпуск песни также был приурочен к Хэллоуину и является частью серии Halloweenie, выпускавшихся на протяжении последних шести лет. Ашникко описывала настроение своей песни, как что-то игривое, эйфорическое, плотское, сверхъестественное. Создание симлишской версии певица назвала знаменательным моментом для её карьеры.
Для трейлера дополнения использовалась песня «Nothing Matters» от британской инди-рок группы из Лондона The Last Dinner Party.
| №   | Название                    | Автор(ы)              | жанр/звучит в? | Длительность |
| --- | --------------------------- | --------------------- | -------------- | ------------ |
| 1.  | «Nothing Matters»           | The Last Dinner Party | жуткая музыка  | 2:58         |
| 2.  | «CAPS LOCK»                 | CHINCHILLA            | жуткая музыка  | 4:55         |
| 3.  | «Wooflay»                   | Рэни Шокне            |                | 3:03         |
| 4.  | «Ghost»                     | Saint Mesa            | жуткая музыка  | 3:22         |
| 5.  | «Halloweenie VI Possess Me» | Ашникко               | жуткая музыка  | 2:58         |
| 6.  | «Zumbrie Gumbroe»           | Чарлтон Петтус        | жуткая музыка  | 4:25         |
| 7.  | «Persuasion»                | Wishy                 |                | 2:49         |
| 8.  | «Far Out»                   | Гретель Хенлай        |                | 2:48         |
| 9.  | «Conceited»                 | Лола Янг              |                | 4:00         |
| 10. | «Nack Nostalgia»            | Royel Otis            |                | 3:08         |

## Восприятие
| Сводный рейтинг    | Сводный рейтинг |
| Агрегатор          | Оценка          |
| ------------------ | --------------- |
| Metacritic         | 86/100          |
| Иноязычные издания |                 |
| Издание            | Оценка          |
| KeenGamer          | 9               |
| Screen Rant        | [ 32 ]          |
| Games Hub          | [ 33 ]          |
| Jeuxvideo          | 16/20           |
| Digital Spy        | [ 35 ]          |

Игровые критики в целом оставили крайне положительные отзывы на дополнение «Жизнь и смерть», средняя оценка по данным агрегатора Metacritic составила 86 баллов из 100 возможных.
Ряд критиков назвали «Жизнь и Смерть» лучшим или одним из лучших дополнений к The Sims 4 за последние годы. Редакции PC Gamer и GamesRadar заметили, как «Жизни и смерти» удалось реабилитировать The Sims 4 в глазах прессы и игроков после серии выпуска неудачных DLC. 
Лора Спеллер с сайта Keengamer заметила, что дополнение идеально балансирует между добавлением контента, игривыми событиями и раскрытием игрового мира. Уильямс похвалила дополнение за внимание ко множеству мелких деталей, которые вместе складываются в незабываемый игровой опыт. Игрок потратит много часов времени на изучение игрового контента. 

### Тема дополнения
Лия Уильямс с сайта Gameshub заметила, что хотя сверхъестественные темы уже исследовались в таких дополнениях, как «Вампиры», «Оборотни» и «Паранормальное», «Жизнь и смерть» больше всех преуспевает в исследовании этого жанра и затрагивает сложные темы смерти и скорби, позволяет взглянуть на смерть с другой, изящной стороны. Девен МакКлур с сайта ScreenRant и Спеллер признались, что изначально скептично относились к идее дополнения, но оно превзошло все их ожидания.  
Представительница Jeuxvideo заметила, что никогда в истории серии персонаж The Sims (жнец) не выглядел столь харизматично и привлекательно. Джесс Ли с сайта Digital Spy заметил, что играя в The Sims 4, всегда отключал функцию старения, считая смерть в игре неприятным и ненужным элементом, но дополнение «Жизнь и смерть» заставило критика пересмотреть отношение к смерти. 
«Жизнь и смерть» — настоящая мечта для любителей готики, но любителям реализма дополнение по прежнему способно предоставить много интересного материала, в частности механики похорон и наследства. Критик Digital Spy оценил то, какую глубину и значимость дополнение придаёт смерти, учитывая, что в играх серии The Sims смерть всегда преподносилась, как что-то внезапное и нелепое. 
Редакция Screenrant отдельно выразила разочарование отсутствуем оккультного вида зомби, упоминая, что они идеально бы вписались в тему дополнения и присутствовали во всех предыдущих частях The Sims.  

### Игровой процесс и материал
Игровые критики похвалили дополнение за добавление разнообразного игрового контента. Некоторые критики похвалили древо способностей призраков, расширение их геймплея и возможность создавать и настраивать призраков в режиме создания персонажа. Некоторые критики похвалили систему желаний, которые сим может попытаться исполнить до смерти. Это придаёт игре большею глубину. МакКлур отдельно похвалила черты характера, заметив, как они сильно влияют на игровой процесс за сима. Некоторые критики были приятно удивлены плавной работой дополнения, в частности проведением мероприятия похорон, упоминая выпуск «поломанного» игрового набора «Свадебные истории», подорвавшего доверие игроков к разработчикам.
Критики однозначно похвалили представленный в дополнении игровой мир Вранбург, заметив красоту и разнообразие его локаций, которые скрывают множество секретов и пасхальных яиц, побуждая игрока изучать каждый уголок в игровых локациях. В мире представлено множество разнообразных мероприятий, интересных персонажей. МакКлур назвала игровой мир помесью Хэнфорд он Бэгли из «Загородной жизни» и Мунвуд Милла из «Оборотней». Критик Keen Gamer отдельно оценил то, что не все локации во Вранбурге одинаково мрачные, позволяя игроку выбирать, в какой обстановке жить.
Критики оценили представленную коллекцию одежды для разных возрастов и коллекцию мебели и стен в мрачном стиле. Девен МакКлур оценила то, что описание мебели скрывает происхождение семьи Гот.